# Phumosia muscoidea
Phumosia muscoidea este o specie de muște din genul Phumosia, familia Calliphoridae. A fost descrisă pentru prima dată de Mary Katherine Curran în anul 1931. Conform Catalogue of Life specia Phumosia muscoidea nu are subspecii cunoscute.